# Jaszang kagyü
A jaszang kagyü vagy jamszang kagyü (tibeti: གཡ་བཟང་བཀའ་བརྒྱུད་, wylie: g.ya' bzang bka' brgyud) a tibeti buddhizmusban (vadzsrajána) a kagyü iskola nyolc kisebb aliskolája közül az egyik. Az iskolát Kelden Jese Szengge (tibeti: za ra ba skal ldan ye shes seng ge; kínai: 格丹益西僧格, pinjin: Ko-tan Ji-hszi Szeng-ko, † 1207) alapította. 1206-ban az ő tanítványa, Csökji Mönlam (chos kyi smon lam; 1169–1233) alapította a szekta első kolostorát, a Jaszang kolostort (kínai: 雅桑寺, pinjin]: Ja-szang szi) Nêdong körzetben.